# ピアノ協奏曲 (ブリテン)
ピアノ協奏曲 作品13は、ベンジャミン・ブリテンが作曲したピアノ協奏曲。

## 概要
ブリテン自身はピアニストでもあり、モーツァルトの協奏曲を弾き振りしたり、歌曲のピアノ伴奏を担当をしていたこともあった。しかしピアノを主体とした作品はこの「ピアノ協奏曲」を含めて2作品のみである（もう1作品は左手のピアノと管弦楽のための「ディヴァージョンズ」）。この協奏曲は1938年の3月から7月にかけて作曲され、8月にブリテン自身のピアノ、ヘンリー・ウッドの指揮によるBBC交響楽団の演奏により「ピアノ協奏曲第1番」として初演された。作品は、同僚の作曲家で共作も発表した経験があるレノックス・バークリーに捧げられた。
「ピアノ協奏曲第2番」は作曲されなかったため、結果的に番号は削除された。1946年7月には大きな改訂を行い、第3楽章の「レチタティーヴォとアリア」を「即興曲」と題した楽章に変更した。改訂版の初演は同年の7月にチェルトナムで、ノエル・ミュートン＝ウッドのピアノ、ブリテンの指揮によるロンドン・フィルハーモニー管弦楽団の演奏によって行なわれた。

## 構成
全4楽章からなり、演奏時間は約34分。
第1楽章 トッカータ
プーランクやストラヴィンスキーの作品を思わせる、運動性に満ちた音楽が展開され、ピアニストの機敏性が求められる。
第2楽章 ワルツ
静けさの中に不気味な足音が聞こえるような楽章。ブリテンは王立音楽大学を卒業する際に、ベルクに師事したいと意向を示していたことがあったが、曲の背景にあるのはウィンナ・ワルツへのノスタルジーであるという論説がある。
第3楽章 即興曲
ピアノのソロが演奏する静かなメロディを主題としたパッサカリア形式の楽章。
第4楽章 行進曲
アタッカで第3楽章と連続して演奏され、行進曲風なリズムを特徴とする楽章。単純な栄光への行進曲ではなく、様々な不安な要素を抱えた行進曲であり、ここにも第二次世界大戦の影が見え隠れしている。